# کاماره-سور-مر
کاماره-سور-مر (به فرانسوی: Camaret-sur-Mer) یک کمون در فرانسه است که در canton of Crozon واقع شده‌است.

## خصوصیات
کاماره-سور-مر ۱۱٫۶۴ کیلومترمربع مساحت و ۲٬۵۹۵ نفر جمعیت دارد.

## خواهرخوانده
شهر Büsum خواهرخواندهٔ کاماره-سور-مر هست.